# Chutove (huyện)
Huyện Chutove (tiếng Ukraina: Чутівський район, chuyển tự: Chutoves’kyi raion) là một huyện của tỉnh Poltava thuộc Ukraina. Huyện Chutove có diện tích 861 km², dân số theo điều tra dân số ngày 5 tháng 12 năm 2001 là 26816 người với mật độ 31 người/km2. Trung tâm huyện nằm ở Chutove.